# Глоба, Михаил Александрович
Михаил Александрович Глоба (1850—1908) — генерал-майор, герой русско-турецкой войны 1877—1878 годов.

## Биография
Родился 8 мая 1850 года, сын отставного подполковника Александра Демьяновича Глоба. В военную службу вступил в 1870 году вольноопределяющимся в гвардейскую кавалерию. 30 августа 1875 года произведён в поручики лейб-гвардии Драгунского полка.
В 1877—1878 годах Глоба принимал участие в кампании против турок на Дунае. За многочисленные боевые отличия он 16 апреля 1878 года был произведён в штабс-капитаны. В том же году награждён орденами св. Анны 4-й степени (за сражение при Телише), св. Владимира 4-й степени с мечами и бантом и св. Станислава 3-й степени с мечами и бантом (за переход через Балканы).
30 марта 1879 года Глоба был награждён орденом св. Георгия 4-й степени
За крайне опасную рекогносцировку Балканских проходов, произведенную 26 Ноября 1877 года, в которой скрытно от неприятеля поднялся на Балканские горы и, пройдя незамеченным, на близком расстоянии от Лютаковского укрепления, представил обстоятельное кроки исследованной местности.
По окончании военных действий Глоба продолжал службу в лейб-гвардии Драгунском полку и 28 марта 1882 года был произведён в капитаны гвардии и 18 февраля 1886 года переименован в подполковники по армейской кавалерии. Далее он служил по кадровым запасным кавалерийским частям и 14 мая 1896 года получил чин полковника. Командовал кадром № 12 кавалерийского запаса.
21 июня 1899 года Глоба был назначен командиром 47-го драгунского Татарского полка и награждён орденом св. Станислава 2-й степени. 14 июля 1902 года он был прикомандирован к Главному штабу и 26 ноября 1904 года произведён в генерал-майоры. Осенью 1906 года Глоба вышел в отставку и скончался 5 февраля 1908 года в Санкт-Петербурге; похоронен на Митрофаньевском кладбище.